# Andreba
Andreba è una città e comune del Madagascar situata nel distretto di Antsohihy, regione di Sofia. La popolazione del comune rilevata nel censimento 2001 era pari a 13 423 unità.